# Ambrosio Sandes
Ambrosio Sandes (Paysandú, Provincia Oriental, actual Uruguay, 1815 - Mendoza, 1863) fue un militar uruguayo que luchó en las guerras civiles de su país y de la Argentina, considerado el más sanguinario de los oficiales del ejército argentino.

## Biografía
Participó en la Guerra Grande bajo las órdenes del colorado Fructuoso Rivera y combatió en decenas de batallas. Cultivaba su imagen terrible haciendo gala de un silencio que inspiraba terror, porque lo interrumpía casi exclusivamente en explosiones de violencia. Sus soldados le temían porque era muy cruel con los enemigos y también con sus subordinados.
Combatió a órdenes de Justo José de Urquiza en la batalla de Caseros. Se unió al general Hilario Lagos el sitio de Buenos Aires a fines de 1852, pero a mediados del año siguiente se pasó a los unitarios a cambio de un soborno. Regresó al Estado Oriental del Uruguay para apoyar el gobierno de Venancio Flores, pero fue expulsado por haber intentado forzar al Congreso por medio de una rebelión.
Participó del lado del estado de Buenos Aires en la batalla de Cepeda (1859), en la que fue herido y dejado por muerto. Su cuerpo robusto estaba lleno de cicatrices que mostraban su valor y su indiferencia por el dolor, que contribuía a su crueldad.
Participó en la batalla de Pavón. Unas semanas más tarde, en la batalla de Cañada de Gómez, se destacó entre los oficiales que asesinaron a cientos de soldados y jefes rendidos. En mérito a esto, fue ascendido al grado de coronel.
Marchó a ocupar el Interior del país a órdenes de Wenceslao Paunero —también oriental— y su crueldad dejó rastros en San Luis, Mendoza y San Juan. Venció a las partidas montoneras que se le opusieron y mató a los soldados enemigos rendidos de a decenas. Una vez ocupado todo el Interior por las fuerzas unitarias y sus aliados, y después de haber cambiado a ocho gobernadores, la última resistencia estaba en La Rioja, bajo la dirección de su caudillo, el “Chacho” Ángel Vicente Peñaloza.
Después de la victoria de su ejército en Las Aguaditas, en marzo de 1862, enfurecido por la muerte de un ayudante, asesinó a siete oficiales. Recorrió todo el interior de La Rioja persiguiendo montoneros reales o imaginarios. En la batalla de Lomas Blancas, un gaucho  enemigo lo derribó y lo dejó tirado en el campo, perdonándole la vida. Pero logró una victoria y, enfurecido, hizo matar a todos los prisioneros e incendiar sus cadáveres. Consigna el historiador riojano Ricardo Mercado Luna en su ensayo Los coroneles de Mitre que el sitio donde se llevó a cabo aquella gran incineración pasó a ser nombrado por los pobladores como la "Carbonera de Sandes", "unos cuantos metros de tierra perdida en los Llanos riojanos, donde una mujer piadosa encendía hasta hace poco, pedazos de vela robados a la pobreza de su soledad".
Volvió a derrotar a Peñaloza en la batalla de Salinas Grandes, donde repitió sus hazañas criminales. En todos los casos, mató a todos los oficiales que cayeron en sus manos, y a muchos soldados. Si bien no era algo que le disgustaba, obraba así por orden de su superior, el gobernador sanjuanino y futuro presidente (y luego declarado prócer nacional) Domingo Faustino Sarmiento. Este le había ordenado matar a todos los prisioneros de guerra; Sandes, al menos, perdonó a algunos gauchos, por mero capricho.
Derrotado principalmente por Sandes, que junto a su crueldad tenía una indudable capacidad como jefe de caballería, Peñaloza invadió San Luis  y obligó al gobierno nacional a firmar con él el Tratado de La Banderita. Cuando el caudillo  entregó los oficiales prisioneros que tenía en su poder, no pudo haber cambio de prisioneros, porque Sandes y sus socios los habían matado a todos.
Sandes y otros oficiales vencedores se negaron a dar validez al indulto, y siguieron persiguiendo, arrestando y matando a los exmontoneros. Por eso, Peñaloza se levantó nuevamente en armas contra el gobierno de Bartolomé Mitre a principios de 1863. El presidente nombró director de la guerra a Sarmiento, que contaba para reprimir a los federales, sobre todo, con Sandes. Pero poco antes, este había sido atacado por un gaucho fugitivo a la salida de una pulpería y había sido herido, dejando una hoja de 20 cm enterrada en el costado derecho de Sandes.
Moriría una semana más tarde, en Mendoza, al negarse a ser atendido por un médico. Sarmiento exclamó que su muerte era un verdadero triunfo de la montonera. Por mucho tiempo, la sola mención de su nombre causaba terror y odio en los paisanos de La Rioja y Cuyo.
Sus hijos, que al morir quedaron al cuidado de Mitre, fueron a estudiar al Colegio Militar de Estados Unidos.

## Descripción del coronel Sandes
Domingo Faustino Sarmiento elogia a Sandes en varios de sus escritos: en Itinerario del primer cuerpo de ejército de Buenos Aires a las órdenes del General D. W. Paunero (1862), en El Chacho (1868) y en Vida de Dominguito (hacia los 1880), y lo tuvo muy presente en otros también, especialmente por la admiración que le causaban las cicatrices que ostentaba el coronel y su resistencia al dolor, de la que se cuentan anécdotas.

"Sandes, que se levanta de la cama al poco rato de una operación al estómago, y aguanta los espasmos truculentos ladeando un poco los labios y conduce después a sus lanceros en marcha huracanada, sin tregua ni sueño, a través de arenales y soles."
Luis Leopoldo Franco.

El Padre del Aula compara a Ambrosio Sandes con el Cid Campeador y con Aquiles. Para Sarmiento, el exhibir sus heridas diferencia al soldado del gaucho (que las oculta). Sandes sale del ambiente de la montonera:

"El 1.º de línea todavía se distingue de los otros cuerpos en la pujanza terrible de sus cargas, como si los manes de Sandes lo presidiesen siempre en el ataque. Sandes era montonero de origen, educación y espíritu. En él se conservó el primitivo ardimiento de las montoneras de Artigas y de Carreras, la gloria y el ansia del entrevero, es decir, del combate personal cuerpo a cuerpo, que fue el secreto de la montonera en los días de su pujanza. Decaída en presencia de los progresos del material de guerra y de la composición de los ejércitos de línea, Sandes trajo a la caballería regular el fuego que la faltaba para acabar con el alzamiento del paisanaje, de cuyo seno salía."
D. F. Sarmiento.

Las heridas de Ambrosio Sandes y su verdaderamente prodigiosa capacidad de recuperarse, son descriptas así:

Sandes completó en la vanguardia que estaba sobre el Carcarañá cuarenta y nueve heridas, de puñal, de lanza, de sable, de bayoneta y de bala. Su retrato, desnudo el busto, reproducido por la biografía, es el más extraño museo de la variedad de cicatrices que pueden dilacerar la piel humana. Tiénelas en cruz, paralelas, redondas, angulares y de todas las formas, como arabescos. A esta especie de atracción fatídica que ejerce sobre el hierro v el plomo su naturaleza responde con una facultad de reparación que es tan maravillosa como el número de sus heridas. Estas se curan a si mismas, se cierran y cicatrizan a los tres o cuatro dias con lo que puede recibir hoy un balazo v pasado'mañana una cuchillada. Ha estado agusanado y tirado por muerto en los campos por muchos días; se ha recogido él mismo las entrañas derramadas, entrándolas en su herida, y seguido su camino. Después de Cepeda, un asesino, al volver de una esquina, le hundió en el pulmón un estoque dejándole la punta clavada. Sandes fue a una visita, y como hubiese extraños, aguardó que se despidiesen para hablar del caso, y mostrar la cuarta de hierro que llevaba en el cuerpo. Su mujer notó una mancha de sangre en su vestido. “No es nada, le decía para tranquilizarla, son dos balas que me han metido, pero no me incomodan..."  Atemorizaba a sus soldados diciéndoles, con su voz estridente, con su frase rápida, atropellándose y repitiendo las palabras, lo que muestra una fuerte excitación nerviosa: “Vamos, muchachos, pongan la cara alegre, Un hombre asustado, hasta las mujeres lo desprecian! ¡Mato al que dé vuelta !”, y esta afirmación iba acentuada con el blandir de una aguda lanza, con moharra estrecha como la lengua de una víbora, sobre una media luna igualmente cortante. La verdad es que los soldados que lo han visto pelear, que lo ven, cuando el enemigo no está a su alcance, contraer los labios y agitarse con el ansia de devorarles, acaban por tener miedo de este torbellino de sangre, de este leopardo que se lanza sobre quien se presentara, no importa el número, pródigo ce su sangre y codicioso de la ajena, y abandonando casi siempre su cuerpo al enemigo, como si creyese perder en defenderlo el tiempo precioso que es escaso para arrancar la vida a cuantos se presentan; su estatura gigantesca, su tipo árabe, fuerte y muscular, no dañan a la elegancia varonil de su porte.